# باشگاه فوتبال کراولی داون گاتویک
باشگاه فوتبال کراولی داون گاتویک (به انگلیسی: Crawley Down Gatwick Football Club) یک باشگاه فوتبال در شهر کراولی داون، کشور انگلستان است که در سال ۱۹۹۳ میلادی تأسیس شده‌است.